# 溝口站 (日本)
溝口站（日语：／ Mizoguchi eki */?）是位於兵庫縣姬路市香寺町溝口513番6號，西日本旅客鐵道（JR西日本）的播但線車站。

## 歷史
- 1898年（明治31年）3月28日 - 播但鐵道（日语：播但鉄道）香呂站至福崎站之間開設此站[1]。開始提供旅客和貨運服務。
  - 當時車站地址為兵庫縣神崎郡中寺村（日语：中寺村）溝口。
- 1903年（明治36年）6月1日 - 播但鐵道轉讓營業權至山陽鐵道，成為山陽鐵道車站。
- 1906年（明治39年）12月1日 - 根據鐵道國有法（日语：鉄道国有法），山陽鐵道被國有化，成為官設鐵道車站。
- 1909年（明治42年）10月12日 - 制定路線名稱，此站成為播但線車站。
- 1930年（昭和5年） - 翻新車站大樓[1]。
- 1954年（昭和29年）3月31日 - 隨著香寺町（日语：香寺町）成立，車站地址變為兵庫縣神崎郡香寺町溝口。
- 1962年（昭和37年）3月1日 - 結束貨物起卸業務。
- 1987年（昭和62年）4月1日 - 伴隨國鐵分割民營化，車站由西日本旅客鐵道（JR西日本）營運。
- 2006年（平成18年）3月27日 - 香寺町編入至姬路市，車站地址變為現時地址。
- 2007年（平成19年）
  - 7月1日 - 開設綠色窗口。
  - 8月1日 - 窗口營業時間延長1小時，由早上7時10分至晚上9時（截至2018年，至晚上8時）。
- 2016年（平成28年）3月26日 - 此站可使用IC卡「ICOCA」[2]。站內設置了IC卡專用簡易閘機。
- 2017年（平成29年）3月25日 - 站前迴旋路落成。同時車站大樓外牆也進行翻新。另外設置了當地居民長年以來都熟悉的木製站名牌。

## 車站構造
車站是一座地面車站，設有2面2線的相對式月台，可進行列車交會。此站配線不是一線通過結構，而是Y字分支結構，月台是有方向性。車站大樓在寺前方向月台側，兩月台之間設有跨線橋連接。在2016年4月，由於當地居民請願，姬路方向月台側也加設了閘口，使乘客不需要跨過跨線橋也可前往姬路方向月台。在該閘口上設有自動售票機（UT-50型）。此站沒有自動閘機，但是設有IC卡專用簡易閘機。
此站是由福知山分社管轄，福崎站管理的業務委託車站，委托了JR西日本福知山Maintec負責車站業務。在2005年（平成17年）10月修正前，委托者為JR西日本交通服務。此站設有綠色窗口。

### 月台
| 月台 | 路線   | 上下行 | 方向             |
| ---- | ------ | ------ | ---------------- |
| 1    | 播但線 | 上行   | 姫路方向         |
| 2    | 播但線 | 下行   | 寺前、和田山方向 |

## 使用狀況
根據「兵庫縣統計書」，2016年（平成28年）度1日平均乘車人次為1,742人。
此站是繼姬路站和野里站後，第3多乘車人次的播但線車站。
以下為近年1日平均乘車人次列表。
| 年度   | 1日平均 乘車人次 |
| ------ | ---------------- |
| 2000年 | 1,688            |
| 2001年 | 1,649            |
| 2002年 | 1,619            |
| 2003年 | 1,603            |
| 2004年 | 1,590            |
| 2005年 | 1,607            |
| 2006年 | 1,650            |
| 2007年 | 1,609            |
| 2008年 | 1,584            |
| 2009年 | 1,506            |
| 2010年 | 1,549            |
| 2011年 | 1,578            |
| 2012年 | 1,589            |
| 2013年 | 1,743            |
| 2014年 | 1,641            |
| 2015年 | 1,713            |
| 2016年 | 1,742            |

## 車站周邊
於2003年以後，由於在2006年舉辦了野路菊兵庫國體，使車站周邊包括道路等也急速開發。在車站前設有公園。
在繁忙時間，車站周邊道路都十分繁忙，包括國道312號和縣道410號線。在車站南邊設有縣道410號與播但線的立體相交處，以避免在繁忙時間當較頻密的列車通過時而造成交通擁塞。

## 相鄰車站
西日本旅客鐵道（JR西日本）
 播但線
香呂－溝口－福崎

## 注腳
1. 1 2 3 4 5 6 7 8 9  . 神戸新聞総合出版センター. 2011-12-15: 154. ISBN 9784343006028 （日语）.
2. ↑   (PDF) (新闻稿). 西日本旅客鉄道. 2015年12月18日  [2016-03-26]. （原始内容存档 (PDF)于2016-03-05） （日语）.
3. ↑  兵庫県統計書 （页面存档备份，存于）（日語）

## 外部連結
- 溝口｜車站資訊：JR出門網 - 西日本旅客鐵道（日語）